# Lizoáin-Arriasgoiti
Lizoáin-Arriasgoiti är en kommun i Spanien.   Den ligger i provinsen Provincia de Navarra och regionen Navarra, i den nordöstra delen av landet, 300 km nordost om huvudstaden Madrid. Antalet invånare är 317. Arean är 66 kvadratkilometer.
Terrängen i Lizoáin-Arriasgoiti är lite kuperad.